# Науменко, Василий Дмитриевич
Василий Дмитриевич Науменко (20 февраля 1917, пос. Новотроицкое, Российская империя — 15 сентября 1981 года, [уточнить] Фёдоровский район, Костанайская область Казахской ССР) — участник Великой Отечественной войны, полный кавалер ордена Славы.

## Биография
Василий Дмитриевич Науменко родился в феврале 1917 года в поселке Новотроицкое (ныне в Волновахском районе Донецкой области Украины) в семье крестьянина.
К 1931 году окончил 7-летнюю школу. Работал токарем.
На фронте с сентября 1943 года. Воевал в составе 91-го гвардейского полка (33-я гвардии стрелковая дивизия, 51-я армия, 4-й Украинский фронт). 20 апреля 1944 года гвардии сержант Науменко в бою за высоту 170.3 на левом берегу реки Бельбек у одноимённого села (7 км севернее Севастополя), ведя огонь по противнику, поддерживал наступление стрелковых подразделений, чем способствовал выполнению боевой задачи. 5 мая 1944 года за бои на реке Молочная (Украина) он был награжден орденом Славы III степени. 3 июня 1944 года за мужество, проявленное в боях за Севастополь, награжден орденом Славы II степени.
28 июля 1944 года старший сержант Науменко в составе того же полка и дивизии (переведённой во 2-ю гвардейскую армию 1-го Прибалтийского фронта) в бою в районе местечка Гринкишкис (Литва) из пулемета подавил 2 огневые точки, уничтожил свыше 20 гитлеровцев и не дал возможности противнику эвакуировать с моста на реке Шушва подбитый танк, перекрывавший движение вражеских танков по мосту — за что 24 марта 1945 года был награжден и орденом Славы I степени.
В 1946 году был демобилизован и вернулся в родной поселок. Работал слесарем-токарем в Новотроицком рудоуправлении. В 1955 г. переехал в Фёдоровский район Кустанайской области. Работал механиком в машинно-тракторной мастерской, с 1959 года — управляющим отделением в совхозе. С 1958 года — член КПСС. Награжден орденом Трудового Красного Знамени, медалями.
Умер 15 сентября 1981 года, похоронен в селе Лесное Фёдоровского района.